# Carex vestita
Espèce
Classification phylogénétique
Carex vestita est une espèce des plantes du genre Carex et de la famille des Cyperaceae.